# Phil Lynott
Philip Parris „Phil” Lynott (n. 20 august 1949, West Bromwich – d. 4 ianuarie 1986, Salisbury) a fost un basist, chitarist și cantautor irlandez, fondator și membru important al formației Thin Lizzy,  unul dintre cei mai importanți reprezentanți din sfera muzicii hard rock, și nu numai, creațiile sale influențând formații importante din scena heavy metal precum Metallica și Iron Maiden.
În creația sa a fost influențat de Bob Dylan, Bruce Springsteen și de tradiția literară irlandeză, reprezentând principala forță creativă a formațiilor de el conduse.
A murit la 36 de ani din cauza unei doze ridicate de heroină. Rămășitele sale pământești se găsesc în cimitirul St. Fintain's, la Sutton.
1. 1 2  Phil Lynott, Dutch Top 40, accesat în 9 octombrie 2017
2. 1 2 3  Autoritatea BnF, accesat în 10 octombrie 2015
3. 1 2  Philip Parris (‘Phil’) Lynott, Dictionary of Irish Biography
4. 1 2  Phil Lynott, Find a Grave, accesat în 9 octombrie 2017
5. 1 2  „Phil Lynott”, Internet Movie Database, accesat în 14 octombrie 2015